# Antoni Clos i Domènech
Antoni Clos i Domènech (ca. 1914 - Girona, 3 de novembre de 1991) fou un fotògraf i cineasta afeccionat.

## Biografia
Antoni Clos fou membre de l'Agrupació Fotogràfica i Cinematogràfica de Girona i Província (AFIC), des dels seus inicis, i formà part de la comissió organitzadora encarregada de redactar i aprovar els estatuts de l'agrupació. Clos fou partícip de concursos fotogràfics i cinematogràfics, dels quals en guanyà diversos premis, com ara el segon premi de Documentals en el II Concurs Nacional de Cine Amateur de Palafrugell, pel seu film Stop en la Costa Brava. En d'altres ocasions, també va participar en concursos com a membre del jurat qualificador.
A més, fou president de l'entitat des de 1968, reemplaçant a Jordi Bosch Mollera. Després de sis anys al càrrec, presentà la seva dimissió el 30 de gener de 1974. Durant la seva presidència, se l'anomenà el "president de la distensió", ja que es va saber envoltar de col·laboradors que, malgrat les seves diferències, volien treballar per a la missió que l'AFIC es proposava des de la seva fundació. Així doncs, amb Clos al front de totes les activitats foto-cinematogràfiques de l'AFIC, i comptant amb un bon nombre de col·laboradors, s'assoliren el creixent auge i l'expansió de la secció del cine-club, l'important pas del Quo vadis? fotogràfic i el realçament del Trofeu Antoni Varés de Cinema Amateur.

En paraules d'Antoni Clos:
«La labor del President no es pot considerar isolada. No es pot aconseguir res sense uns col·laboradors que treballin. El mèrit del que s'ha fet és de tota la Junta.»